# En lisant le journal
 (juillet 2025).
Pour plus de détails, voir Fiche technique et Distribution.
En lisant le journal est un court métrage d'Alberto Cavalcanti réalisé en 1932 par Alberto Cavalcanti.

## Synopsis
- Spectacle filmé des "Chansonniers de Montmartre" composé de sketches, chansons et imitations.

## Fiche technique
- Réalisation : Alberto Cavalcanti
- Scénario : René Dorin
- Société de production : Compagnie Universelle Cinématographique
- Directeur de la photographie : Georges Raulet
- Montage : Lily Jumel
- Son : Georges Leblond
- Pays d'origine :  France
- Format :  Noir et blanc - 1,37:1 - 35 mm - son mono
- Système d'enregistrement : Tobis Klangfilm
- Genre : Spectacle filmé
- Durée : 21 minutes
- Année de sortie : 1932

## Distribution
- René Dorin
- Paul Colline
- Jean Rieux
- Claire Franconnay